# Macrogynoplax matogrossensis
Macrogynoplax matogrossensis is een steenvlieg uit de familie borstelsteenvliegen (Perlidae). De wetenschappelijke naam van de soort is voor het eerst geldig gepubliceerd in 2005 door Bispo & Neves.